# Pinacosterna mechowi
Pinacosterna mechowi es una especie de escarabajo longicornio del género Pinacosterna, tribu Sternotomini, orden Coleoptera. Fue descrita científicamente por Quedenfeldt en 1881.

## Descripción
Mide 13-24 milímetros de longitud.

## Distribución
Se distribuye por Angola, República Centroafricana, República Democrática del Congo, República del Congo, Ruanda y Zambia.